# 法洛皮亞河
45°50′23″N 9°02′07″E / 45.839584°N 9.035345°E
法洛皮亞河是中歐的河流，流經意大利和瑞士，屬於布雷賈河的支流，河道全長9.3公里，流域面積23平方公里，河口處在基亞索附近。